# Jacopo da Fogliano

Stemma dei Da Fogliano.

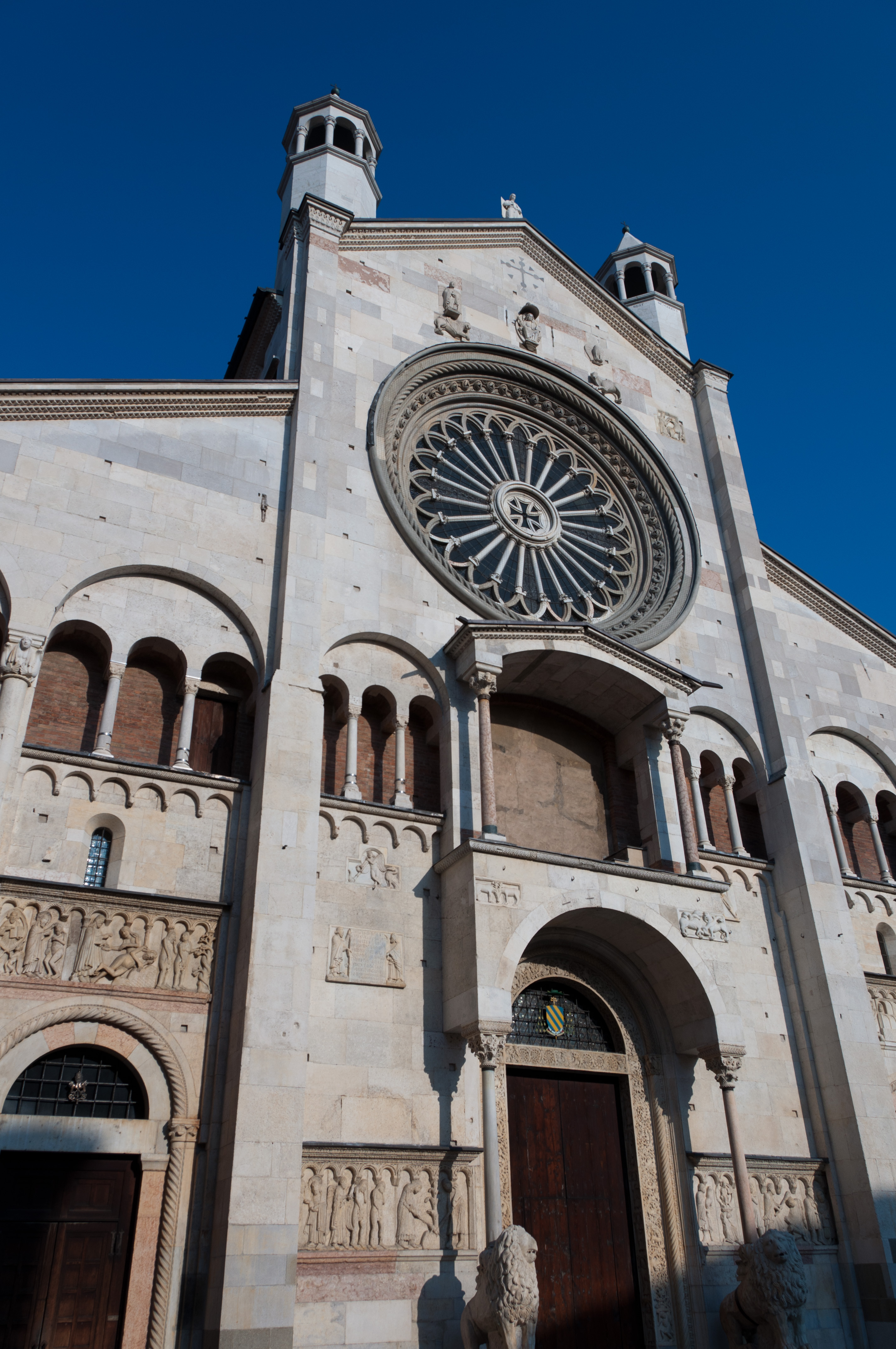
Fogliano fu organista presso il Duomo di Modena dal 1479 al 1497.

Jacopo da Fogliano (1468 – 1548) è stato un compositore, organista e clavicembalista italiano di età rinascimentale.

## Biografia
Attivo principalmente a Modena, compose frottole, madrigali e, in misura minore, testi di musica sacra.
Fra il 1512 e il 1514 fu maestro di Julio Segni.
Era il fratello maggiore di Lodovico Fogliano (c. 1475–1542), anch'egli compositore, ma meglio noto come teorico. Giacomo nacque a Modena, dove trascorse gran parte della sua vita e dell'attività artistica. I particolari sulla sua vita sono pochi, ma la maggior parte della sua carriera artistica e almeno uno dei suoi viaggi sono ben conosciuti. In gioventù fu elogiato per la padronanza di vari strumenti, in particolare l'organo e il clavicembalo, e nel 1479, a soli 11 anni, divenne organista al Duomo di Modena. Al tempo di Jacopo da Fogliano Modena apparteneva agli Estensi, Signori di Ferrara. La città non era quindi un importante centro di produzione musicale, poiché mancava una corte aristocratica locale, ma la sua antica e prestigiosa cattedrale romanica conservava un ricco ed aggiornato repertorio di musica polifonica. Proprio i registri della cattedrale lo indicano come maestro di cappella (maestro di canto) sempre a partire da quell'anno e fino al 1497, quando scompare dagli atti, per ricomparirvi nel 1504, anno da cui ricoprì il duplice incarico di organista e maestro di cappella; incarico mantenuto fino alla morte, nel 1548. Per il periodo  tra il 1497 e il 1504 potrebbe essere stato a Siena; un riferimento a un individuo con un nome simile negli archivi degli archivi senesi dal 1498 è stato provvisoriamente identificato come Fogliano. La sua prima composizione pubblicata, una frottola in una delle prime stampe di Ottaviano Petrucci, risale al 1502 (Venezia). Tra gli incarichi che rivestì a Modena fu l'insegnamento, e dal 1512 al 1514 istruì Giulio Segni nell'organo e nel clavicembalo. Alla fine della sua carriera, nel 1543, si recò a Parma per esaminare l'organo che era stato installato nella Cattedrale, dove esiste una targa in suo onore.